# Охинский район
Охинский район — административно-территориальная единица (район), в границах которой вместо упразднённого одноимённого муниципального района образовано муниципальное образование городской округ «Охинский» в Сахалинской области России.
Административный центр — город Оха.

## География
Охинский район относится к районам Крайнего Севера.
Территория района занимает северную часть острова Сахалин, климат самый суровый по области. Зима долгая, снежная, лето дождливое, короткое и прохладное. Охинский район в основном покрыт тайгой или лесотундрой.
Нефтяные месторождения в районе были открыты ещё в 1880 году. В середине 1980-х были открыты крупные месторождения природного газа на шельфе Однако, разработка началась лишь в 1990-х, когда был создан проект «Сахалин-2».. В 12 километрах юго-восточнее Охи находится газонефтяное месторождение Восточное Эхаби.
Добыча нефти и газа — основа экономики района. Транспортное сообщение — в основном через авиаперевозки, действует аэропорт Оха.
На территории района в 98 км к югу от Охи расположены руины бывшего посёлка Нефтегорск, разрушенного землетрясением 28 мая 1995 году. На месте посёлка был сооружён мемориальный комплекс.

## История
Район был образован 12 мая 1925 года.
Городской округ образован 1 января 2005 года. До 2012 года основным наименованием городского округа являлось Охинский район, после 2012 года —  городской округ «Охинский».

## Население
Население — 21 456 чел. (2023).
| 1937    | 1959    | 1970    | 1979    | 1989    | 2002    | 2009    |
| ------- | ------- | ------- | ------- | ------- | ------- | ------- |
| 21 695  | ↗44 933 | ↗55 604 | ↘54 296 | ↗54 716 | ↘33 489 | ↘29 876 |
| 2010    | 2011    | 2012    | 2013    | 2014    | 2015    | 2016    |
| ↘25 855 | ↘25 712 | ↘25 009 | ↘24 347 | ↘23 870 | ↘23 458 | ↘23 169 |
| 2017    | 2018    | 2019    | 2020    | 2021    | 2023    |         |
| ↘22 913 | ↘22 612 | ↘22 222 | ↘21 827 | ↗21 975 | ↘21 456 |         |

## Населённые пункты
В состав района (городского округа)
входят 11 населённых пунктов:
| №  | Населённый пункт | Тип населённого пункта        | Население |
| -- | ---------------- | ----------------------------- | --------- |
| 1  | Восточное        | село                          | ↘139      |
| 2  | Колендо          | село                          | →0        |
| 3  | Москальво        | село                          | ↘202      |
| 4  | Некрасовка       | село                          | ↘702      |
| 5  | Оха              | город, административный центр | ↘19 888   |
| 6  | Пильтун-2        | село                          | →0        |
| 7  | Рыбновск         | село                          | ↘18       |
| 8  | Рыбное           | село                          | ↘20       |
| 9  | Сабо             | село                          | ↘0        |
| 10 | Тунгор           | село                          | ↘494      |
| 11 | Эхаби            | село                          | ↘43       |

Упразднённые населённые пункты
На территории района (городского округа) расположены бывшие населённые пункты: посёлки Нефтегорск и Погиби, сёла Береговые Лангры, Большереченск, Вагис, Дружба, Кадыланьи, Кайган, Луполово, Люги, Мыс Елизаветы, Мыс Марии, Мыс Ныврово, Музьма, Новостройка, Новые Лангры, Паромай, Пильтун, Погиби, Родники, Рыбобаза-2, Сабо-2, Скобликово, Северо-Сахалинск (Структурное), Теньги, Уркт, Чингай.

## Символика
Решением Охинского районного Собрания от 30.01.2003 № 2.22-2 был утверждён герб района, внесённый в Государственный геральдический регистр Российской Федерации под № 1227.